# Petka (Požarevac)
Pour les articles homonymes, voir Petka.
Petka (en serbe cyrillique : Петка) est une localité de Serbie située dans la municipalité de Kostolac et sur le territoire de la ville de Požarevac, district de Braničevo. Au recensement de 2011, elle comptait 1 164 habitants.
Petka est officiellement classée parmi les villages de Serbie.

## Démographie

### Évolution historique de la population
| 1948  | 1953  | 1961  | 1971  | 1981  | 1991  | 2002  | 2011  |
| ----- | ----- | ----- | ----- | ----- | ----- | ----- | ----- |
| 1 736 | 1 830 | 2 039 | 1 830 | 1 733 | 1 604 | 1 285 | 1 164 |

|  |